# Gary Coleman
Gary Wayne Coleman, född 8 februari 1968 i Zion i Illinois, död 28 maj 2010 i Provo i Utah, var en amerikansk skådespelare, främst känd för rollen som Arnold Jackson i TV-serien Diff'rent Strokes (1978–1986). Han led av en njursjukdom som gjorde att han inte blev längre än 142 cm lång.
Han fanns även med som en karaktär i spelet POSTAL 2.

## Filmografi (urval)
- 1978–1986 – Diff'rent Strokes (TV-serie) (179 avsnitt)
- 1998 – Dirty Work
- 2003 – Dickie Roberts: Former Child Star
- 2008 – The Great Buck Howard
- 2008 – Big Fat Important Movie
- 1994 – S.F.W.
- 2002 – Frank McKlusky, C.I.